# Hertha BSC
Hertha, Berliner Sport-Club e. V., thường được gọi là Hertha BSC (phát âm tiếng Đức: [ˈhɛʁtaː beː ʔɛs t͡seː]), đôi khi gọi là Hertha Berlin, Hertha BSC Berlin, hoặc Hertha, là một câu lạc bộ bóng đá Đức hiện có trụ sở ở Berlin. Hertha BSC được thành lập vào năm 1892, là một trong những thành viên sáng lập của Liên đoàn bóng đá Đức, được thành lập tại Leipzig vào năm 1900.

## Lịch sử

### Thời gian đầu
Đội bóng được thành lập vào năm 1892 với cái tên BFC Hertha, lấy tên từ một tàu thủy chạy bằng hơi nước với ống khói màu xanh nước biển và trắng.Một trong bốn chàng trai đã thành lập ra đội bóng đã từng có một ngày sống trên tàu cùng bố. Cái tên Hertha được biến đổi từ từ Nerthus nói đến vị thần của sự màu mỡ trong thần thoại German.
Hertha luôn thi đấu tốt trên sân, bao gồm một chiến thắng trong trận chung kết Berlin vào năm 1905. Vào tháng 5 năm 1910, Hertha giành chiến thắng trong trận giao hữu gặp Southend United F.C., điều được coi là một sự kiến lớn vào thời điểm đó. Tuy nhiên, những thành công trên sân cỏ của họ không đồng nghĩa với những thành công về tài chính và vào năm 1920 Hertha kết hợp cùng câu lạc bộ ban đầu của họ là Berliner Sport-Club để trở thành Hertha Berliner Sport-Club. Đội bóng mới tiếp tục có được thành công ở giải Oberliga Berlin-Brandenburg. Đội bóng vẫn chơi theo phong cách của họ ở trận chung kết cúp quốc gia Đức trong liên tiếp 6 mùa giải từ 1926 cho tới 1931, nhưng chỉ có thể đạt danh hiệu trong năm 1930 và 1931 với việc BSC được tách ra trở thành một câu lạc bộ độc lập. Dù vậy, đội Hertha vẫn là đội bóng thành công thứ hai của Đức trong thời kì chiến tranh.

### Dưới thời Đệ tam đế chế
Dưới thời Đệ tam đế chế, bóng đá Đức được tổ chức lại thành 16 giải đấu cao nhất, trong đó Hertha BSC thi đấu ở Gauliga Berlin-Brandenburg. Câu lạc bộ tiếp tục gặt hái thành công ở giải đấu khu vực, thường xuyên cán đích ở nửa trên bảng xếp hạng và giành chức vô địch ba lần vào các năm 1935, 1937 và 1944. Tuy nhiên, ở các vòng chung kết quốc gia, đội bóng không thể vượt qua vòng sơ loại. Về mặt chính trị, câu lạc bộ cũng bị thay đổi, với việc Hans Pfeifer, một thành viên đảng Quốc xã, được bổ nhiệm làm chủ tịch.

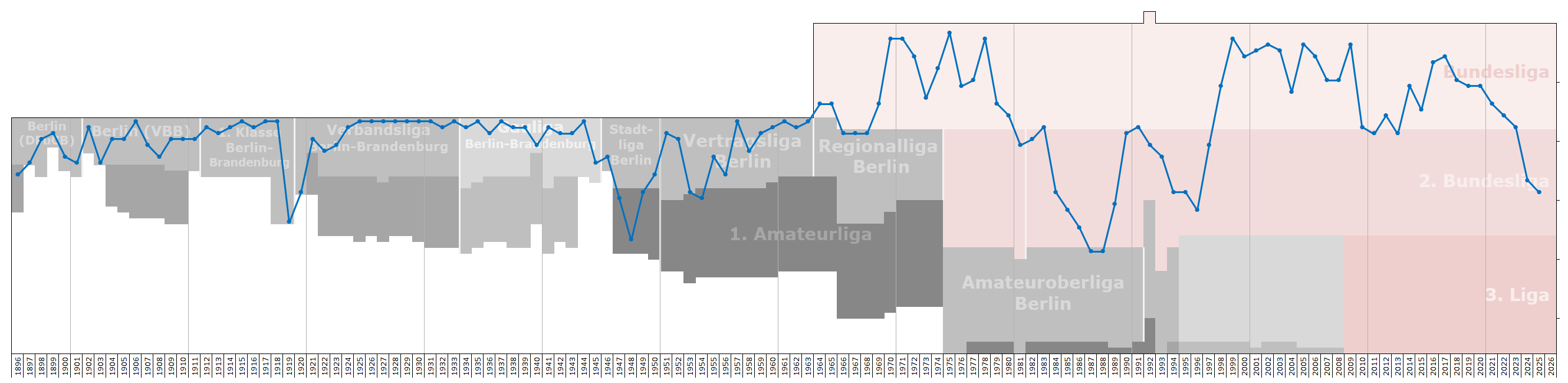
Biểu đồ lịch sử thành tích thi đấu của Hertha BSC

### Thời đại của Lars Windhorst
Vào tháng 6 năm 2019, Lars Windhorst đã mua lại 125 triệu euro cổ phần của câu lạc bộ. Vào ngày 27 tháng 11 năm 2019, Jürgen Klinsmann trở thành huấn luyện viên trưởng mới của Hertha BSC, thay thế Ante Čović.  Klinsmann rời câu lạc bộ vào ngày 11 tháng 2 năm 2020, chỉ sau 76 ngày nắm quyền. Trợ lý huấn luyện viên Alexander Nouri tạm thời đảm nhiệm chức vụ huấn luyện viên trưởng của đội, trước khi Bruno Labbadia được bổ nhiệm chính thức vào ngày 9 tháng 4 năm 2020.
Năm 2020, Windhorst tiếp tục mua thêm cổ phần của câu lạc bộ, nâng tổng đầu tư của ông lên gần 500 triệu đô la Mỹ.  Tuy nhiên, câu lạc bộ vẫn chưa gặt hái được thành công về mặt thể thao. Vào ngày 24 tháng 1 năm 2021, Hertha BSC sa thải huấn luyện viên Bruno Labbadia sau khi đội bóng rơi vào vị trí đá play-off xuống hạng. Người thay thế ông là cựu huấn luyện viên Pál Dárdai. Dárdai đã giúp đội bóng thoát khỏi nguy cơ xuống hạng, nhưng chỉ sau chín tháng dẫn dắt, ông cũng bị sa thải. Tayfun Korkut được bổ nhiệm làm huấn luyện viên mới, nhưng ông cũng không thể giúp Hertha tránh khỏi khu vực xuống hạng. Korkut bị sa thải sau bốn tháng cầm quyền, và Felix Magath được bổ nhiệm thay thế. Magath đã giúp Hertha trụ hạng thành công khi đánh bại Hamburger SV 2-1 sau hai lượt trận play-off. Sau khi tránh được xuống hạng, Magath được thay thế bởi Sandro Schwarz.
Mối quan hệ giữa Hertha Berlin và nhà đầu tư Lars Windhorst xấu đi nhanh chóng sau khi Tayfun Schwarz được bổ nhiệm làm huấn luyện viên trưởng. Đến tháng 4 năm 2023, Windhorst đã rút khỏi câu lạc bộ và Schwarz bị sa thải sau trận thua 5-2 trước Schalke 04. Pál Dárdai được bổ nhiệm làm huấn luyện viên trưởng tạm quyền nhưng không thể cứu vãn tình hình và Hertha Berlin đã xuống hạng Bundesliga 2.

## Màu sắc và trang phục thi đấu
Hertha BSC có màu sắc truyền thống là xanh và trắng, lấy cảm hứng từ con tàu hơi nước Hertha, giống như tên của đội bóng. Theo truyền thống, đội bóng thi đấu với trang phục sọc xanh trắng, nhưng kể từ những năm 1970, họ đã sử dụng nhiều mẫu áo đấu khác nhau.
| Bộ trang phục sân nhà | Bộ trang phục sân khách |

## Sân vận động

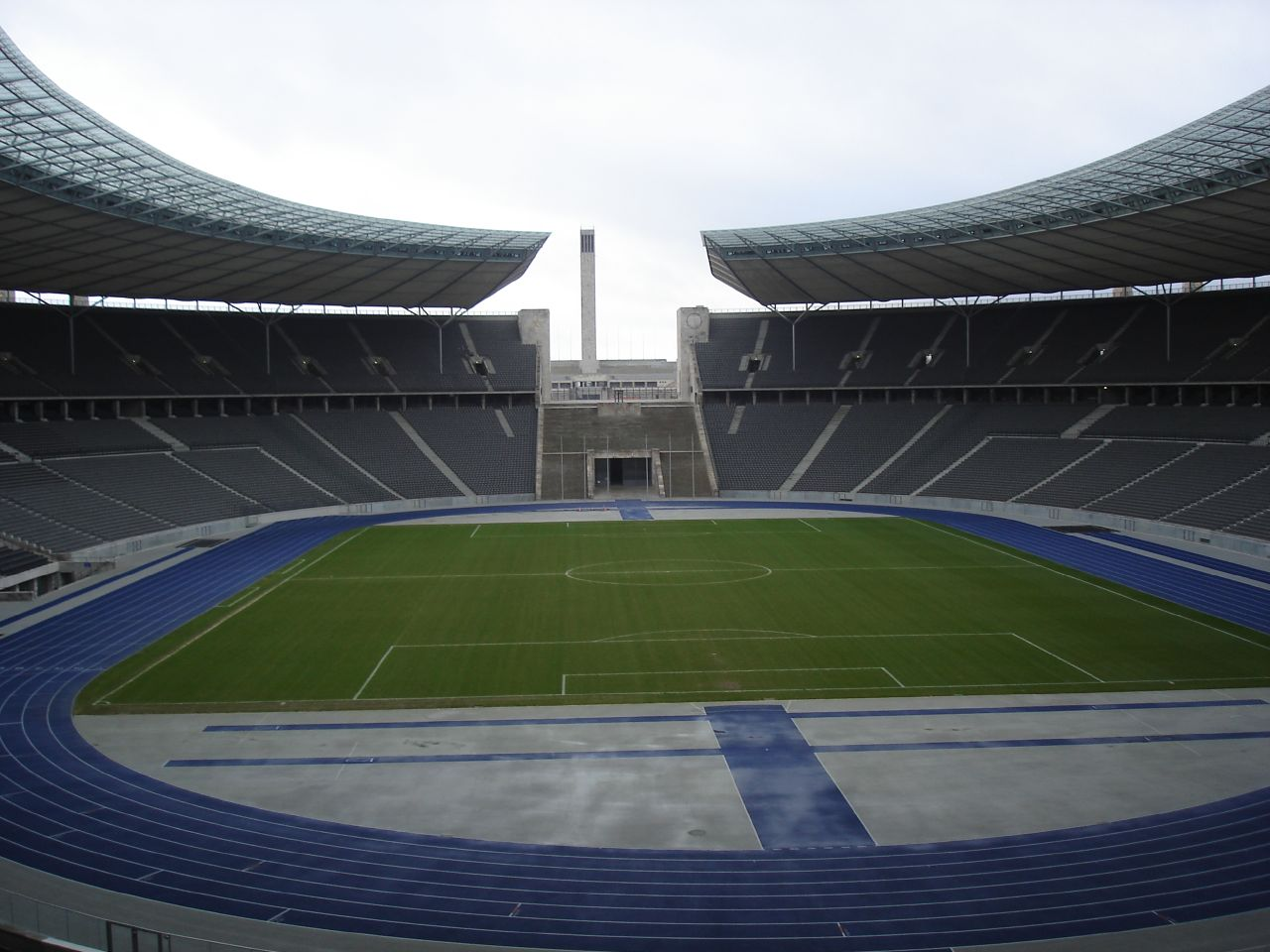
Sân vận động Berlin Olympic

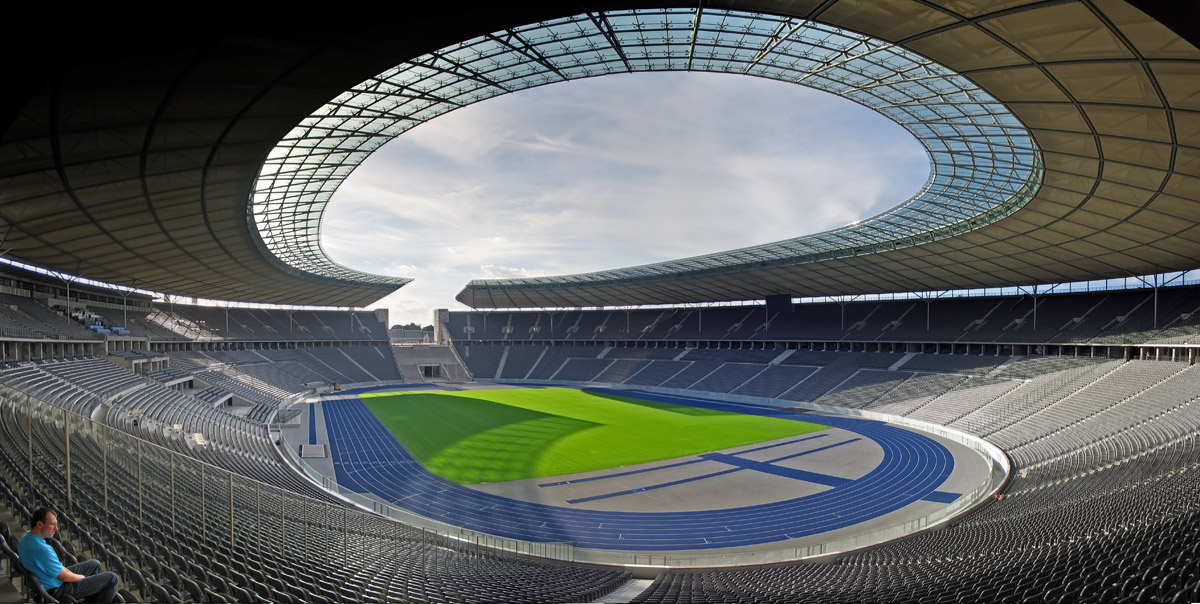
The Olympiastadion after renovation in 2004

Hertha BSC đã thi đấu tại sân vận động Olympic kể từ năm 1963. Sân vận động này được xây dựng vào năm 1936 để tổ chức Thế vận hội Mùa hè. Sân vận động này có sức chứa cố định là 74.649 chỗ ngồi, là sân vận động lớn nhất ở Đức về sức chứa chỗ ngồi. Sức chứa mở rộng đạt 76.197 chỗ vào năm 2014. Ngày 23 tháng 5 năm 2016, Hertha BSC sẽ tiếp tục thi đấu tại sân vận động Olympic cho đến năm 2025.

### Sân vận động mới
Vào ngày 30 tháng 3 năm 2017, Hertha BSC thông báo kế hoạch xây dựng một sân vận động mới có sức chứa 55.000 chỗ ngồi. Sân vận động mới sẽ được xây dựng ở Công viên Olympic Berlin, gần Sân vận động Olympic hiện tại. Hertha muốn có một sân vận động riêng để họ có thể kiểm soát lịch thi đấu và giá vé. Sân vận động hiện tại, Sân vận động Olympic, có sức chứa 76.000 chỗ ngồi, quá lớn so với lượng khán giả trung bình của Hertha.
Chính quyền bang Berlin ban đầu đã xem xét việc cải tạo Sân vận động Olympic thành một sân vận động dành riêng cho bóng đá. Tuy nhiên, họ đã quyết định không làm như vậy sau thành công của Giải vô địch điền kinh châu Âu 2018 được tổ chức tại sân vận động. Hertha hiện đang chờ giấy phép xây dựng cho sân vận động mới. Họ hy vọng sẽ bắt đầu xây dựng vào năm 2023 và hoàn thành vào năm 2025.

## Cầu thủ

### Đội hình hiện tại
Tính đến ngày 1 tháng 9 năm 2023
Ghi chú: Quốc kỳ chỉ đội tuyển quốc gia được xác định rõ trong điều lệ tư cách FIFA. Các cầu thủ có thể giữ hơn một quốc tịch ngoài FIFA.
| Số | VT | Quốc gia             | Cầu thủ               |
| -- | -- | -------------------- | --------------------- |
| 2  | HV | Slovakia             | Peter Pekarík         |
| 3  | HV | Uruguay              | Agustín Rogel         |
| 5  | TV | Hy Lạp               | Andreas Bouchalakis   |
| 6  | HV | Ba Lan               | Michał Karbownik      |
| 7  | TĐ | Đức                  | Florian Niederlechner |
| 8  | TV | Thụy Điển            | Bilal Hussein         |
| 9  | TĐ | Bosna và Hercegovina | Smail Prevljak        |
| 11 | TV | Đức                  | Fabian Reese          |
| 12 | TM | Đức                  | Tjark Ernst           |
| 15 | TĐ | Comoros              | Myziane Maolida       |
| 16 | HV | Anh                  | Jonjoe Kenny          |
| 19 | TV | Tunisia              | Jeremy Dudziak        |
| 20 | HV | Đức                  | Marc-Oliver Kempf     |
| 21 | HV | Angola               | Anderson Lucoqui      |
| 22 | TV | Đức                  | Marten Winkler        |

| Số | VT | Quốc gia             | Cầu thủ                    |
| -- | -- | -------------------- | -------------------------- |
| 24 | TV | Đức                  | Bence Dárdai               |
| 25 | TĐ | Bosna và Hercegovina | Haris Tabaković            |
| 26 | TĐ | Đan Mạch             | Gustav Christensen         |
| 27 | TĐ | Hungary              | Palkó Dárdai               |
| 28 | TĐ | Pháp                 | Kélian Nsona               |
| 30 | TV | Đức                  | Ibrahim Maza               |
| 31 | HV | Đức                  | Márton Dárdai              |
| 34 | HV | Hà Lan               | Deyovaisio Zeefuik         |
| 35 | TM | Đức                  | Marius Gersbeck            |
| 37 | HV | Đức                  | Toni Leistner (đội trưởng) |
| 39 | TĐ | Đức                  | Derry Scherhant            |
| 40 | TĐ | Đức                  | Luca Wollschläger          |
| 41 | HV | Đức                  | Pascal Klemens             |
| 44 | HV | Đức                  | Linus Gechter              |

### Cầu thủ cho mượn
Ghi chú: Quốc kỳ chỉ đội tuyển quốc gia được xác định rõ trong điều lệ tư cách FIFA. Các cầu thủ có thể giữ hơn một quốc tịch ngoài FIFA.
| Số | VT | Quốc gia | Cầu thủ                                                              |
| -- | -- | -------- | -------------------------------------------------------------------- |
| —  | HV | Đức      | Julian Eitschberger (tại Hallescher FC đến ngày 30 tháng 6 năm 2024) |
| —  | TV | Đức      | Suat Serdar (tại Hellas Verona đến ngày 30 tháng 6 năm 2024)         |

| Số | VT | Quốc gia    | Cầu thủ                                                          |
| -- | -- | ----------- | ---------------------------------------------------------------- |
| —  | TĐ | Bờ Biển Ngà | Wilfried Kanga (tại Standard Liège đến ngày 30 tháng 6 năm 2024) |

### Cầu thủ nổi tiếng
|  |  |

- Ra sân nhiều nhất tại Bundesliga/2. Bundesliga  – 366;  Pál Dárdai
- Ghi nhiều bàn thắng nhất ở Bundesliga  – 93;  Michael Preetz

## Huy hiệu

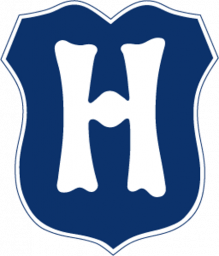
Biểu trưng của Hertha Berlin (1892-1923)
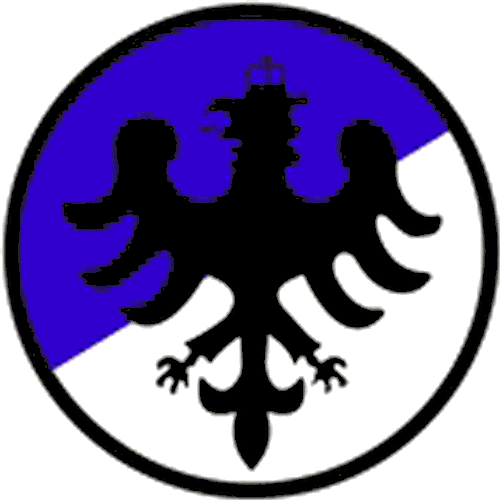
Biểu trưng của Hertha Berlin (1923-1931)
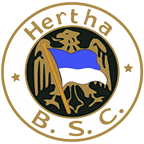
Biểu trưng của Hertha Berlin (1931-1933)
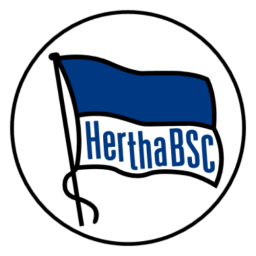
Biểu trưng của Hertha Berlin (1968-1974)
Biểu trưng của Hertha Berlin (1987-1995, 2012-)

## Danh hiệu

### VDQG
- Bundesliga: 2
  - 1930, 1931
- Vô địch Oberliga Berlin: 8
  - 1925, 1926, 1927, 1928, 1929, 1930, 1931, 1933
- Vô địch Gauliga Berlin-Brandenburg: 3
  - 1935, 1937, 1944
- Cúp Brandenburg:
  - 1906, 1915, 1917, 1918, 1925-31, 1933

### Cúp quốc gia
- Cúp quốc gia Đức: 2
  - 2001, 2002
- Cúp Berlin: 13
  - Vô địch 1920, 1924, 1928, 1929, 1943, 1958, 1959, 1966, 1967, 19761, 1987, 19921, 20041
- Siêu cúp: 0
  - Về nhì 1977, 1979, 1993

## Bóng đá nữ
Hertha Berlin, một trong những câu lạc bộ bóng đá lớn nhất nước Đức, từng bỏ lỡ xu hướng thúc đẩy bóng đá nữ ở Đức. Điều này khiến đội bóng nữ của họ tụt hậu so với các đối thủ. Tuy nhiên, sự hợp tác với 1. FC Lübars vào năm 2009 đã giúp Hertha cải thiện đáng kể và giành chức vô địch quốc gia năm 2023.